# Château de Bailly (Saint-Pierre-lès-Nemours)
Pour les articles homonymes, voir Château de Bailly.
Le château de Bailly est une demeure située à Saint-Pierre-lès-Nemours, en France. 

## Situation et accès
L’édifice est accessible par la route départementale 16 et est situé aux abords méridionaux de la forêt domaniale de la Commanderie, à l'ouest du territoire de la commune de Saint-Pierre-lès-Nemours. Plus largement, il se trouve dans le département de Seine-et-Marne, en région Île-de-France.

## Histoire
Lors de la guerre franco-allemande de 1870, l'hebdomadaire régional L'Abeille de Fontainebleau rapporte, le 19 août 1870, que de nombreux dons en argent et en nature sont offerts en faveur des blessés et que plusieurs personnes mettent, de surcroît, leurs demeures à disposition des malades. Ainsi, le propriétaire du château de Bailly écrit à cette occasion : « Les caves sont remplies de vin, la basse-cour bien peuplée ; il y a 25 vaches, 20 porcs, du blé dans les greniers, 8 hectares de pommes de terre, des voitures et des chevaux. J'offre le tout à la patrie en danger. Mon frère, nos femmes et nos enfants soigneront les blessés. Je reste à Paris pour défendre et m'ensevelire sous les ruines si les Prussiens osent y entrer. ».